# 红梅记
《红梅记》，又名《红梅花》，是明代万历年间剧作家周朝俊创作的传奇。這傳奇的部分情節取材于明代瞿佑《剪灯新话》中的《绿衣人传》。

## 劇情
南宋末年，錢塘秀才裴禹與學友同遊西湖，適逢平章（丞相）賈似道偕妾李慧娘泛舟湖上。李慧娘見斷轎上的裴禹風流瀟灑，不禁讚了一句「美哉少年」；賈似道聞之大怒，回府後殺慧娘，藏首金盒，以儆衆姬。
裴禹路過盧總兵府，折梅受驚，小姐盧昭容將手中梅花送相贈。賈似道窺見昭容絕世幽姿，欲佔爲妾。裴禹仗義相助，自薦權充門婿，拒絕賈府聘禮。賈似道遂以延塾師爲名，將裴禹拘於府中書館內，又派院子去逼誘盧家，盧夫人不從，携昭容逃往揚州。
李慧娘被賈似道殺害後，冤魂不散，化身到書館與裴禹相會，人鬼相戀。賈似道命心腹廖瑩中刺殺裴禹，慧娘將裴禹救走，並到半閑堂挺身而出，承認自己放走裴禹，爲衆姐妹洗冤。賈似道見慧娘化為厲鬼後大驚，立即命人重新安葬其屍。
賈似道壽誕之日，醉生夢死，隱瞞軍情。皇帝震怒，將其貶謫遠方當高州團練副使，途中賈被押解官鄭虎臣所誅。
盧氏携女到揚州投奔寡妹曹氏，曹氏之子曹悅慕盧小姐美貌，欲娶爲妻。盧氏假意承諾，曹悅進京賣掉盧家房産，欲絕姨母、表姐歸鄉之念。盧昭容思念裴禹，積鬱成疾，幸丫環朝霞邂逅裴禹，盧裴方得重逢。兩人又歷經曲折，裴禹得中新科探花，後與盧昭容結爲夫婦。

## 角色
| 人物   | 行當 | 簡介                                                     |
| 裴禹   | 生   | 裴禹，字舜卿，錢塘秀才。                                 |
| 盧昭容 | 旦   | 已故盧總兵之女。年華十六，天生聰慧，性格溫柔，愛看詩書。 |
| 李慧娘 | 貼   | 賈似道之妾。                                             |
| 賈似道 | 淨   | 南宋平章（丞相），為人荒淫無度、心腸狠毒。               |
| 廖瑩中 | 中淨 | 丞相府中書記，賈似道之心腹。                             |
| 郭穉恭 | 外   | 郭謹，字穉恭。裴禹之舊友。                               |
| 李子春 | 中淨 | 李素，字子春。郭穉恭之府學朋友。                         |
| 盧夫人 | 老旦 | 崔氏，盧昭容之母。一品夫人。                             |
| 朝霞   | 小旦 | 盧昭容之丫環。                                           |
| 曹娘   | 貼   | 盧夫人之寡居妹妹、曹悅之母。居於揚州。                   |
| 曹悅   | 丑   | 慕盧昭容美貌，欲娶爲妻。                                 |

## 目次
1. 第一齣　　　提綱
2. 第二齣　　　泛湖
3. 第三齣　　　慈訓
4. 第四齣　　　殺妾
5. 第五齣　　　折梅
6. 第六齣　　　虜圍
7. 第七齣　　　瞥見
8. 第八齣　　　詢婢
9. 第九齣　　　充婿
10. 第十齣　　　幽禁
11. 第十一齣　　私推
12. 第十二齣　　夜走
13. 第十三齣　　幽會
14. 第十四齣　　抵揚
15. 第十五齣　　謀刺
16. 第十六齣　　脫難
17. 第十七齣　　鬼辯
18. 第十八齣　　探姻
19. 第十九齣　　調婢
20. 第二十齣　　秋懷
21. 第二十一齣　怨聚
22. 第二十二齣　造杭
23. 第二十三齣　城坡
24. 第二十四齣　恣宴
25. 第二十五齣　劾奸
26. 第二十六齣　得耗
27. 第二十七齣　應試
28. 第二十八齣　促歸
29. 第二十九齣　改粧
30. 第三十齣　　尋遇
31. 第三十一齣　夜晤
32. 第三十二齣　速訟
33. 第三十三齣　空喜
34. 第三十四齣　完娶

## 版本
昆剧折子戏《脱阱》、《鬼辩》、《算命》等皆出自《红梅记》。现存五种全本，分别是《玉茗堂批评红梅记》、《新刊出相点板红梅记》、《新刻袁中郎先生批评红梅记》、万历师俭堂刻本《丹桂记》、万历宝珠堂刻本《丹桂记》。其中，宝珠堂本与师俭堂本风格相似。研究者认为师俭堂与宝珠堂应有关系。
清乾隆、嘉庆年间，无名氏将其改编为传奇《红梅阁》，删去卢昭容这一人物，改为裴禹、李慧娘相爱。
1959年，香港著名粵劇劇作家唐滌生將其改编為《再世紅梅記》，由仙鳳鳴粵劇團於9月14日晚上在利舞臺戲院首演。
1960年代孟超将其改编为《李慧娘》。1981年，刘琼导演、胡芝风主演的戏曲电影《李慧娘》。2012年电影《情谜》中有《再世紅梅記》改编为《红梅传奇》的戏中戏。